# Бак, Израиль
Израиль Бак (1792 или 1797, Бердичев — 9 ноября 1874, Иерусалим, Османская империя) — еврейский книгопечатник, врач и деятель хасидизма. Создатель первых типографий на территории Османской Палестины, хаким-баши (придворный врач) Ибрагима-паши, основатель еврейского сельскохозяйственного поселения в Джермаке.

## Биография
Израиль Бак родился в 1792 или 1797 году в Бердичеве в семье книготорговца Абрама Бака. Некоторые источники пишут о родстве бердичевских Баков с семейством ливорнских и пражских книгопечатников, носящих то же имя, в других сообщается, что о таком родстве нет информации. Израиль получил традиционное еврейское образование в духе хасидизма. Он рано проявил способности в искусстве (как художник и резчик), технике (как часовщик и специалист по отливке типографских литер) и медицине. В Бердичеве он с 1815 по 1821 год содержал типографию, где за это время было издано около 30 книг. Жена Израиля, Белла, одновременно с этим содержала мануфактурную лавку. В Бердичеве у супругов родились пять дочерей и сын Нисан.
После того, как типография Бака закрылась в 1821 году, он долгое время тщетно добивался разрешения вновь её открыть. В 1830 году, убедившись в бесполезности этих попыток, а также в связи с конфликтом вокруг рекрутирования еврейских детей в кантонисты, он решил покинуть Россию. Деньги на дорогу он получил за создание часового механизма для колокольни католической церкви в Бердичеве и в 1831 прибыл в Палестину. С собой Бак привёз на новое место деревянный типографский станок, переплётный станок и оборудование для отливки литер. Обосновавшись в Цфате, он с помощником основал типографию, где к 1832 году была издана первая с XVI века еврейская печатная книга в Палестине — молитвенник «Сфас Эмес» (ивр. שפת אמת‎).
В 1833 году семья Бака перебралась из Бердичева в Цфат в числе около 90 хасидов. Вместе с сыном Израиль Бак увеличил объём производства, добавив второй типографский станок и переплётную мастерскую. В этот период в его типографии работали около 30 человек. Однако уже в следующем году в Галилее вспыхнуло крестьянское восстание против власти Мухаммеда Али. В ходе волнений типография Бака была разрушена и разграблена, а сам он был ранен и до конца жизни хромал на левую ногу. В том же году Бак овдовел.
Восстание было подавлено наместником Мухаммеда Али Ибрагим-пашой. Однако, находясь в Акре, Ибрагим-паша заболел лихорадкой. Узнав, что в Цфате живёт еврей, успешно лечащий как своих единоверцев, так и арабов, наместник послал за Баком, и тот сумел ему помочь. В благодарность Ибрагим-паша назначил его хаким-баши (придворным врачом), а также приказал правителю Цфата удовлетворять все его желания. Бак договорился с феллахами деревни Джермак (неподалёку от горы Мерон), страдавшими от набегов жителей соседней деревни, о заступничестве перед властями, и в обмен получил от них половину принадлежавшей им земли. На полученной земле он построил несколько домов, куда переселились еврейские семьи из Цфата. На средства Бака были приобретены козы хорошей породы, сельскохозяйственные работы возглавил Нисан Бак, в то время как его отец продолжал заниматься книгопечатанием и врачебной практикой в Цфате.

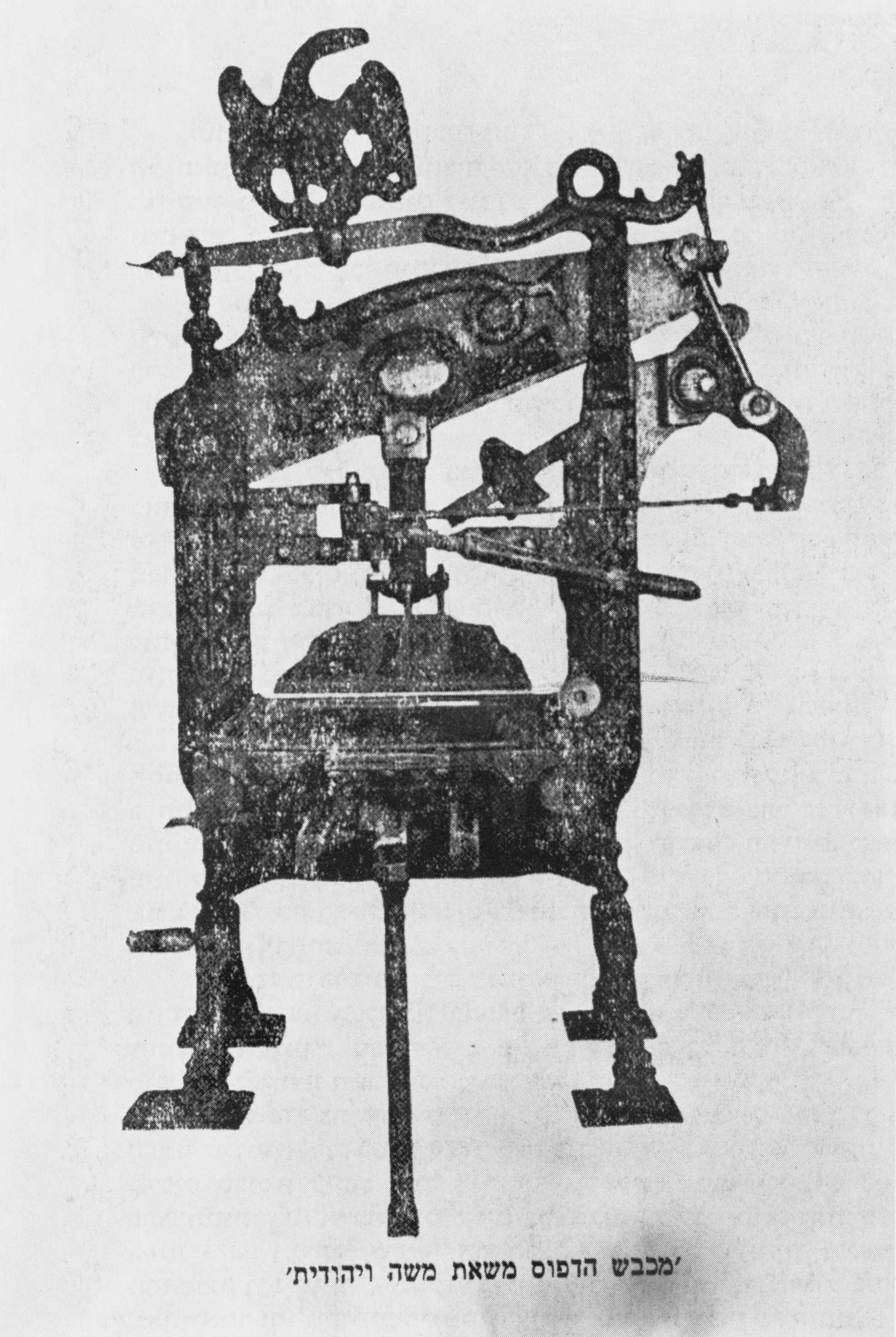
Типографский станок, подаренный издательству Бака семьёй Монтефиоре

Во время землетрясения 1837 года значительная часть Цфата была разрушена. Под развалинами синагоги погибли многие евреи, но Израиль Бак, опоздавший в этот день в синагогу из-за визита к больному, уцелел. Из всей его семьи погиб лишь один зять; типография была также разрушена. После землетрясения вся семья Баков переселилась в Джермак. На следующий год старейшины окрестных деревень предоставили её членам убежище во время друзского восстания. В 1839 году Джермак посетил еврейский филантроп Мозес Монтефиоре с женой, став сандаками первого сына Нисана Бака — Шмуэля.
В 1840 году Бак отправился в Каир с целью добиться компенсации евреям Цфата, пострадавшим от грабежей в ходе восстания 1838 года, однако не преуспел в этом начинании. Когда его достигли слухи о Дамасском кровавом навете, Бак вернулся в Палестину, чтобы в случае необходимости спасать местных евреев от погромов. В 1841 году в Палестине была восстановлена власть Османской империи, и все правовые акты Ибрагима-паши были отменены. Земли в Джермаке были возвращены арабам, и Бак с семьёй был вынужден перебраться в Иерусалим (в Цфат они вернуться не могли из-за свирепствовавшей там эпидемии).

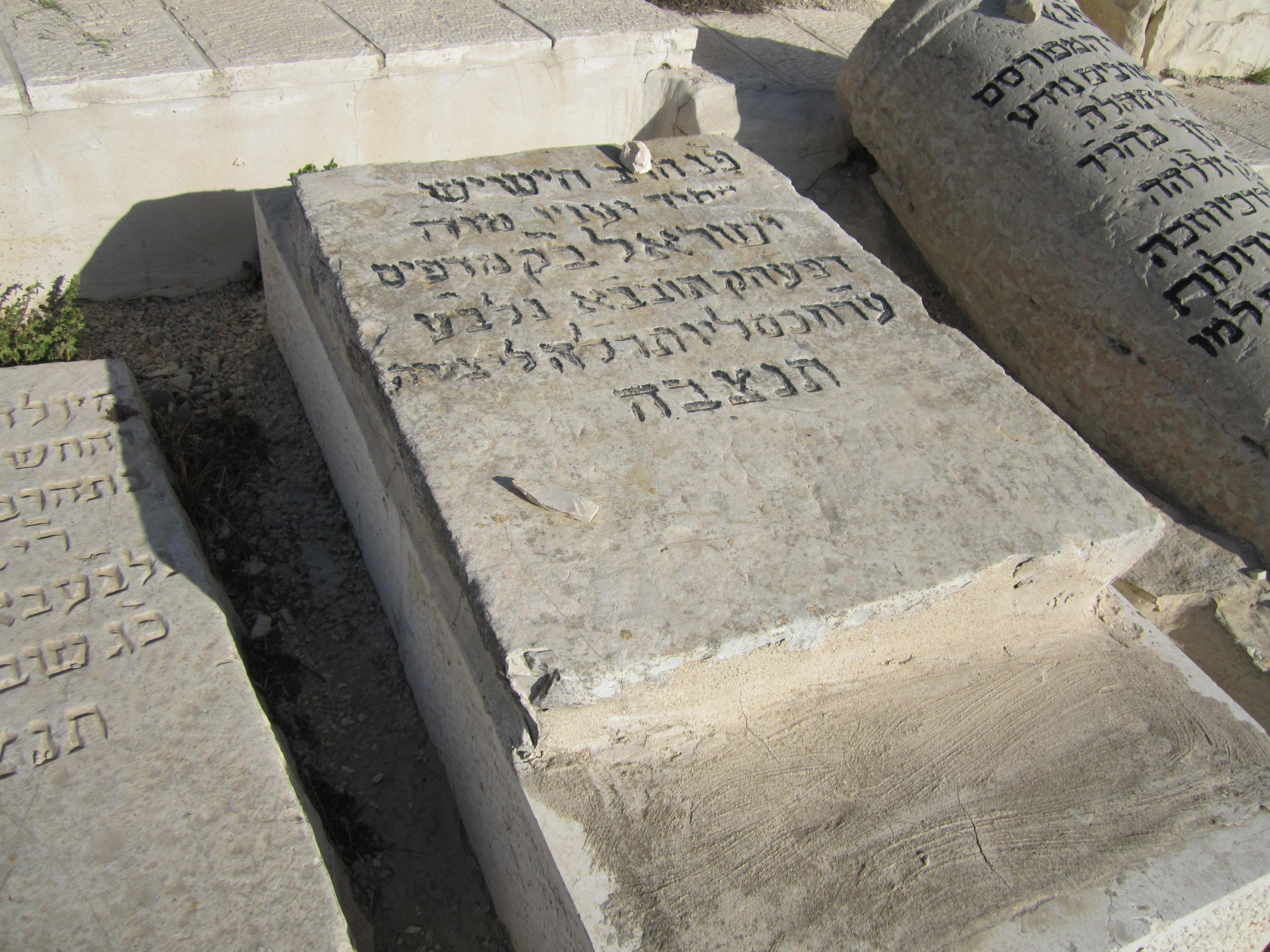
Могила Израиля Бака

В Иерусалиме Баки основали первую в этом городе типографию. В дар от семьи Монтефиоре это издательство получило новейший печатный пресс, и на обложках изданных в нём книг этот факт в дальнейшем неизменно указывался. Первым изданием, вышедшим в 1841 году на новом месте, стала книга Хаима Йосефа Давида Азулая «Аводат ха-кодеш». В этой же типографии издавалась регулярная газета на иврите «Хавацелет». Израиль и Нисан Баки, одни из первых ашкеназских хасидов в Иерусалиме, основали в 1851 году колель, а позже — синагогу «Тиферет Исраэль». У Израиля Бака сложились дружеские отношения с иерусалимскими сефардами и с губернатором города — впоследствии великим визирем. Позднее эти связи позволили ему оказать влияние на визиря в вопросе назначения каймакама Валахии. Выбранный визирем кандидат в благодарность назначил Бака консулом в Иерусалиме, и тот занимал этот пост несколько лет — до очередной смены власти в Валахии.
Израиль Бак продолжал заниматься книгопечатанием до самой смерти и некоторое время оставался монополистом в этой области в Иерусалиме, прежде чем открылась типография Саломона, Бриля и Коэна. Он умер в Иерусалиме в ночь с 29 хешвана на 1 кислева 5635 года по еврейскому календарю (9 или 10 ноября 1874 года).